# トレンカ

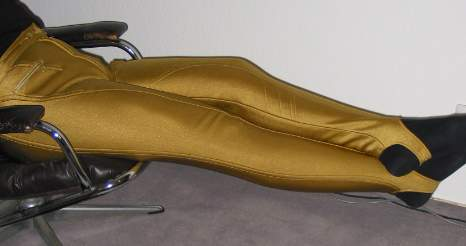
金色のトレンカ

トレンカは、レギンスの一種の、脚を覆うボトムスである。「トレンカレギンス」とも言う。
一般的にレギンスは足（踝（くるぶし）から先）を覆う部分がない、もしくは長くとも踝を覆う程度の長さであるが、トレンカは土踏まずの部分に引っ掛ける部分を持ち、爪先（つまさき）と踵（かかと）が露出する。
本来の名称は「トレンカー」で、この形のスキーパンツを考案したルイス・トレンカーに由来する。スキーパンツだけでなく、様々なスポーツ用パンツに使われた商品名である。
日本では、以前はバレエ用タイツとして着用されていたが、2009年頃から新たなカジュアルファッションアイテムとして着用されるようになった。メリットやデメリットはタイツとほぼ同様であるが、足首より下の部分に限って言えば、夏場の炎天下などでも蒸れにくいというメリットがある。